# Kolindsund
Kolindsund är en torrlagd sjö i Danmark. Den ligger i Region Mittjylland, i den centrala delen av landet. Endast några diken finns kvar.